# دبابير البلوط
دبابير البلوط (الاسم العلمي: Dryinidae)، فصيلة حشرات عالمية من الدبابير الانفرادية. تضم حوالي 1800 نوعًا موصوفًا، موزعة ضمن 15 فُصيلة و50 جنسًا.

## معرض صور

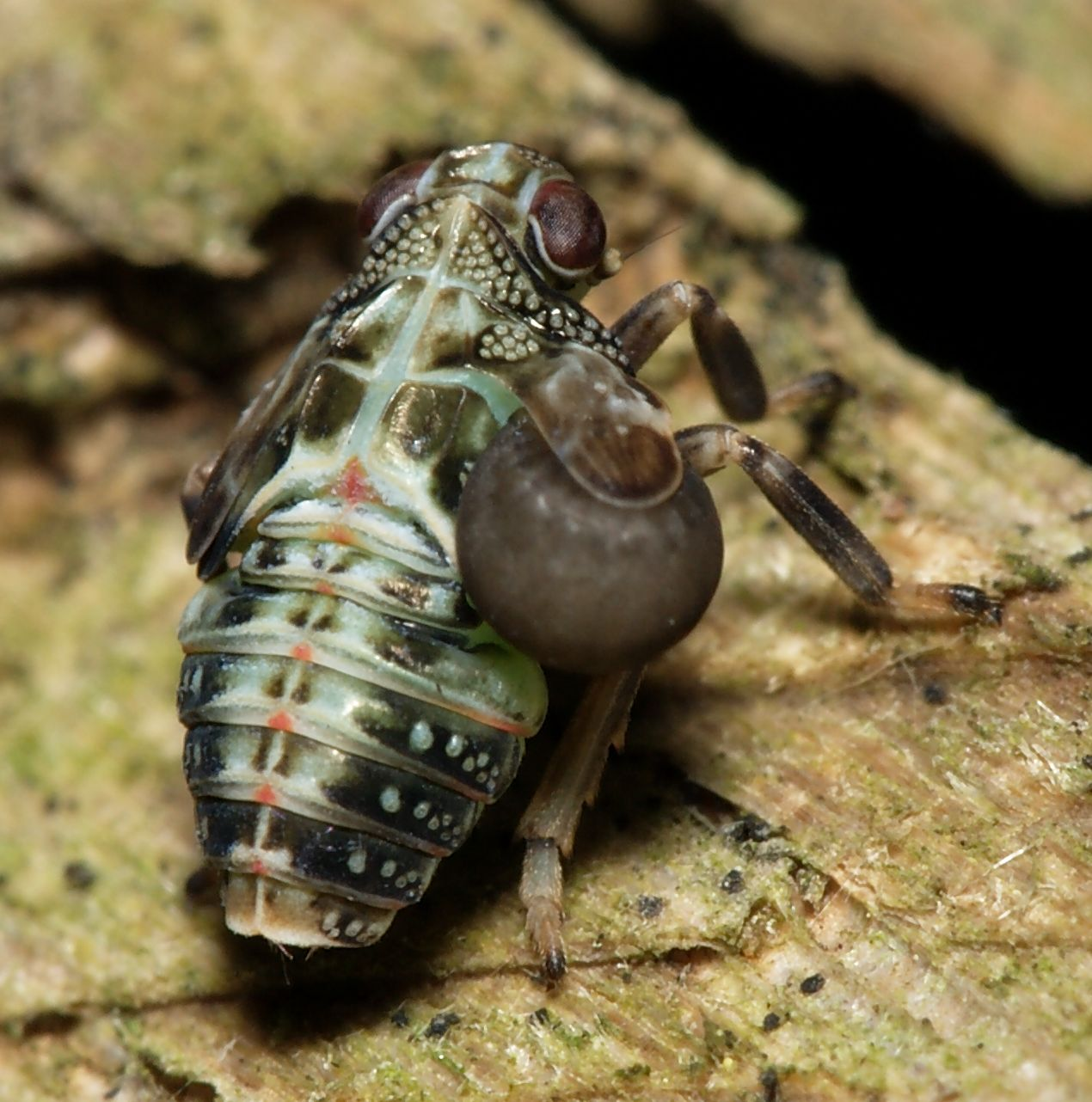
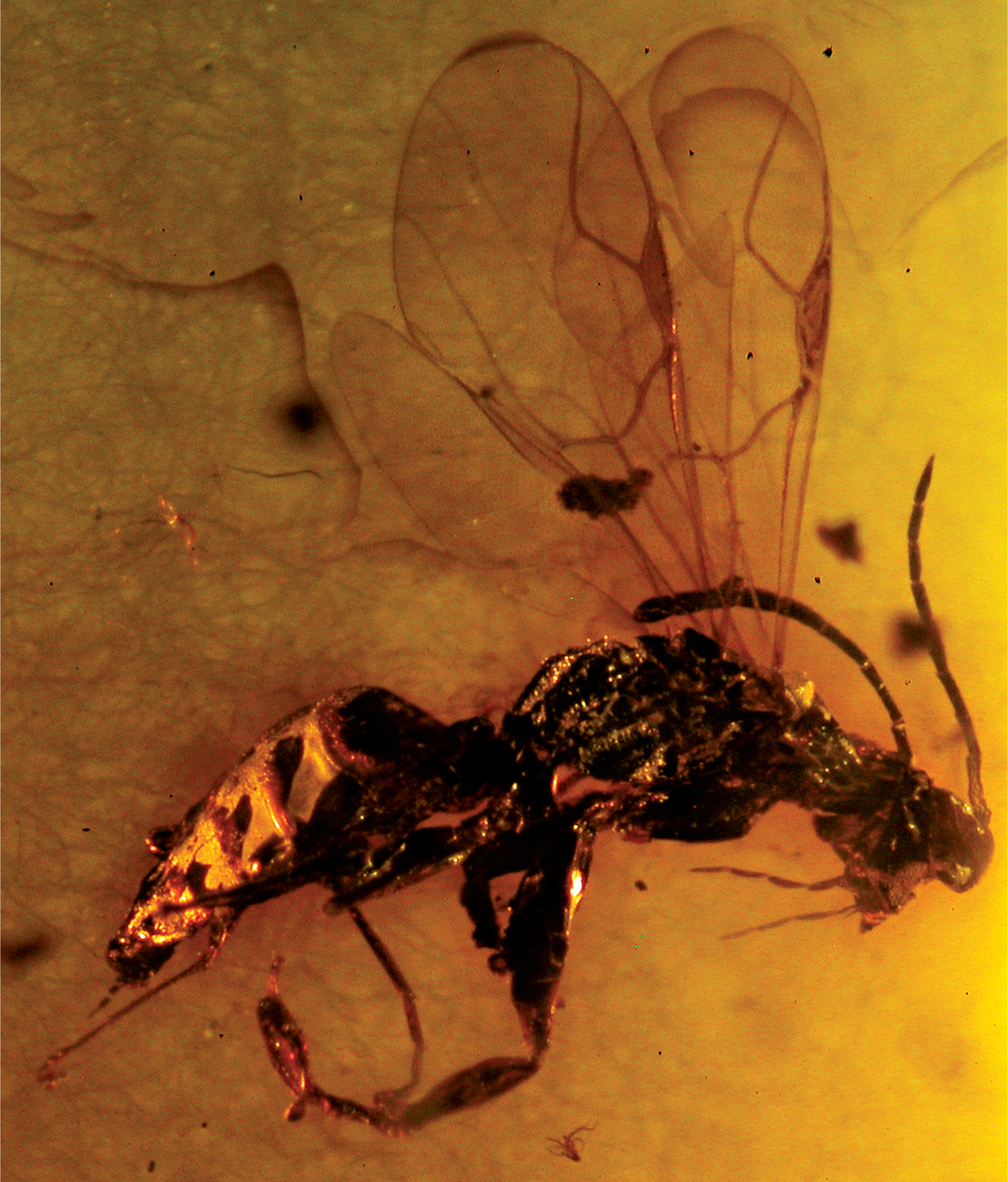
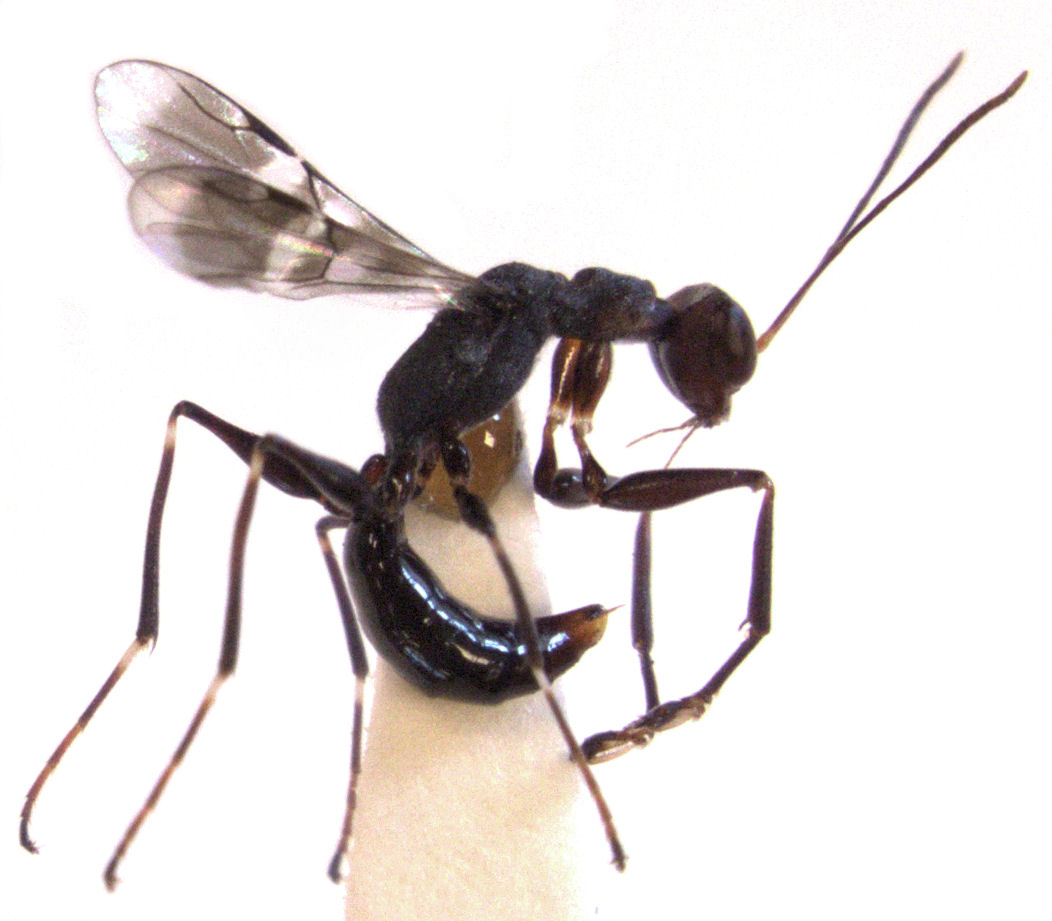
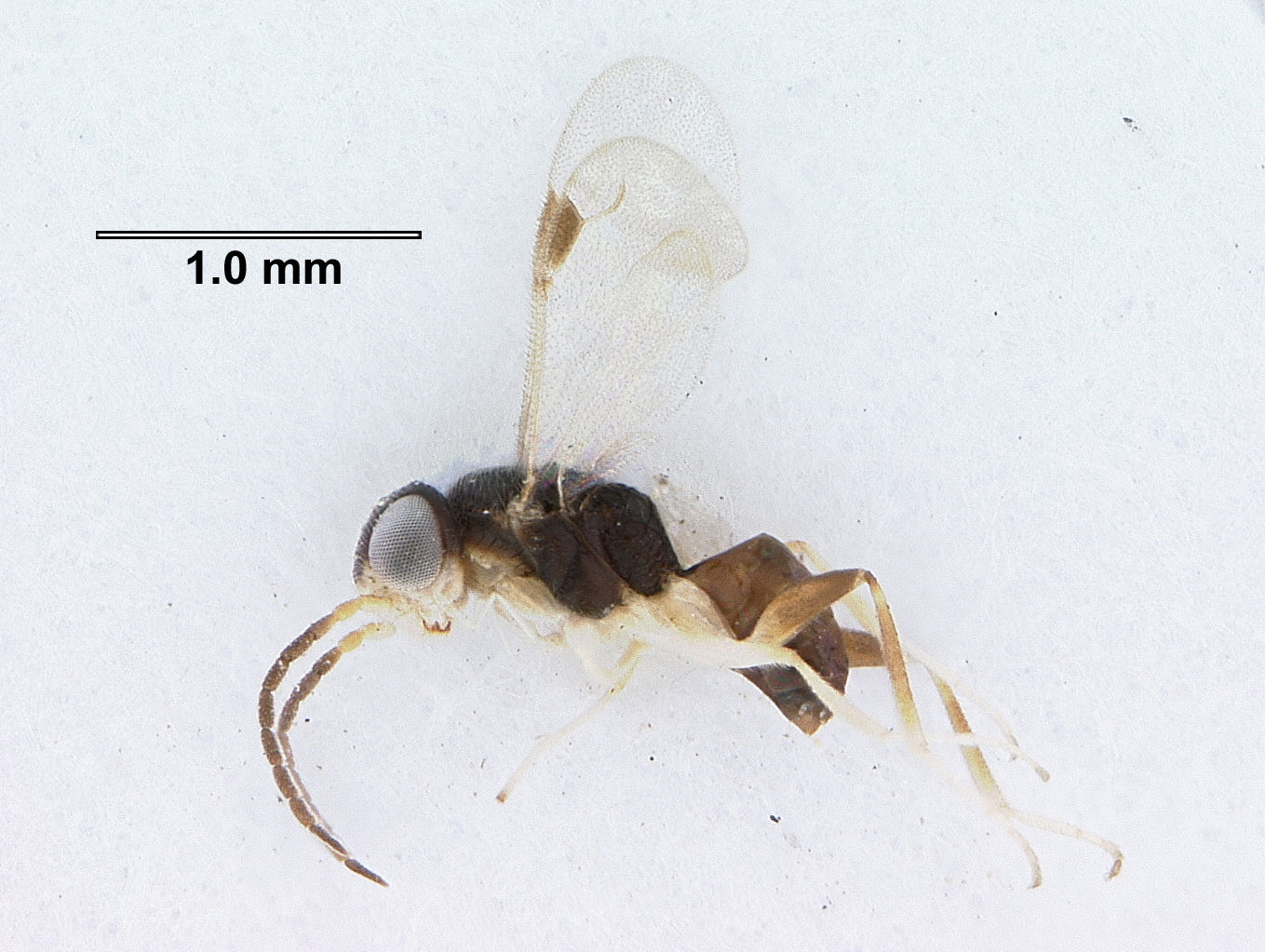